# Johann Thomas Fischer
Johann Thomas Fischer (Wöhrd bij Neurenberg, 1603 – Neurenberg, 16 oktober 1685) was een Duitse kunstschilder. Hij schilderde vooral bloemen en landschappen, illustreerde boeken en kleurde kopergravures in. 

## Biografie
Johann Thomas Fischer was een zoon van de edelsteenslijper Valentin Fischer. Hij trad in dienst bij Sebastian Schedel uit Neurenberg, die hem de kunst van het bloemschilderen en illustreren van boeken bijbracht. In 1629 vestigde Fischer zich als zelfstandig kunstenaar. Omdat hij niet in dienst was geweest bij een erkende meester, protesteerden de Neurenbergse schilders hiertegen bij de stadsraad. Vanwege een tekort aan illustrators wees de raad een beroepsverbod voor Fischer af, maar het werd hem wel verboden om leerlingen of medewerkers in dienst te nemen of panelen te beschilderen. 
Zijn werk bestond uit schilderingen van bloemen en landschappen op perkament en het inkleuren van kopergravures. In 1658 werkte hij mee aan de beschildering van de erepoort die voor de ontvangst van keizer Leopold I in de stad werd opgebouwd.  Fischer signeerde met de initialen HSF, HTF of Hans Vz.. 
Ondanks het verbod om leerlingen aan te nemen onderwees hij zijn dochter Anna Catharina in de bloem- en miniatuurschilderkunst. Ook trad hij op als leermeester van Magdalena Fürst, die later student werd bij Maria Sibylla Merian. Samen met Fürst kleurde Fischer ten minste voor 1687 twee exemplaren van de Hortus Eystettensis in.

## Huwelijken en kinderen
Op 26 oktober 1633 trouwde Fischer met Ursula (1615–1634), een dochter van glashandelaar Caspar Paulus de Oudere. Dit eerste huwelijk bleef kinderloos en Ursula overleed een jaar na hun huwelijk. 
Op 7 juli 1635 trouwde hij met Barbara Huber (overleden 1684), een dochter van Christoph Huber. Het paar kreeg vier kinderen, onder wie Anna Catharina. De doopgegevens zijn echter slechts van één dochter, Juliana Barbara, bekend.

## Werken

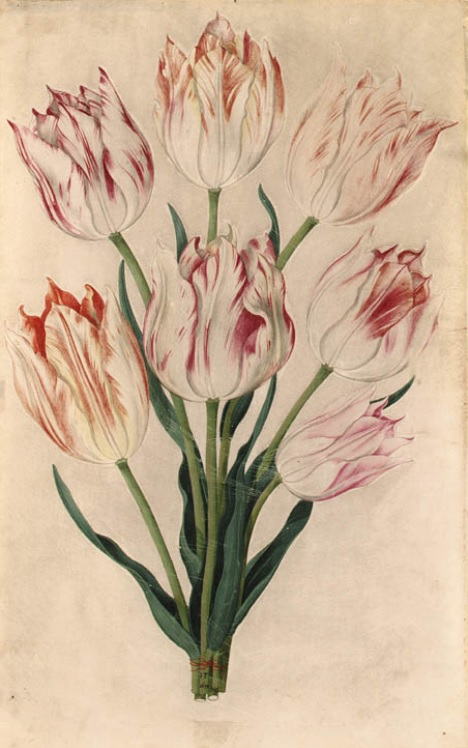
Papegaaitulpen met een spinnenweb, 1653, aquarel op perkament, 28.5 x 19.9 cm, privécollectie